# Партитура на могильному камені
«Партитура на могильному камені» – фільм 1995 року, знятий режисером Ярославом Лупієм за однойменною повістю Олександра Жовни.

## Сюжет
Події фільму відбуваються в Україні у 1990-ті роки.
Напередодні свята Іоанна Предтечі Юрій отримує запрошення відвідати Лебединський монастир. Чекаючи на настоятеля, Юрій дивиться на ікону та згадує, як три роки тому, він, молодий лікар прибув на практику до психіатричної лікарні, яка тоді, за радянських часів, була розташована у монастирі. 
Головний лікар відразу попередив його про потенційну небезпеку та познайомив із пацієнтами, звернувши увагу на Якова Абрамовича Лангера. Той вважав, що винен вбити Іоанна Предтечу, який, на його думку, не був вбитий царем Іродом і досі знаходиться серед людей. При цьому головний лікар зауважив, що в уяві хворого Іоанном Предтечею може виявитися будь-хто поруч із ним.
Юрій також знайомиться ще з одним пацієнтом, композитором Казимиром Сільверстовичем Сарським. Сарський розповів Юрію, як побачивши на надгробному камені монастирського цвинтаря нотну партитуру, він відтворив мелодію та присвоїв собі її авторство, а потім намагався знищити ноти, пошкодивши надгробок.
Згодом усвідомивши ганебність свого вчинку, Сарський був впевнений у неминучій розплаті. В нього почалися видіння, в яких приходив монах, автор мелодії, який, на думку Сарського, повинен був його вбити. Через цю нав’язливу ідею дружина направила Сарського на лікування.
Незабаром у лікарні відбувся концерт самодіяльності, під час якого з успіхом виступив Сарський. Але наступного дня його вбив Лангер.
Після похорон Сарського, Юрий випадково побачив, як головний лікар гіпнотизував Лангера та скерував його до самогубства. Свій вчинок він пояснив Юрію тим, що знаходиться у «психушці», а потім загинув сам, влаштувавши пожежу.
Після спогадів, Юрій відводить погляд від ікони та бачить колишнього садівника лікарні, на теперішній час настоятеля монастиря отця Арсенія, який благословляє його.

## У ролях
- Дмитро Миргородський
- Олексій Лупій
- Ольга Сумська
- Лесь Сердюк
- Сергій Романюк
- Юрій Нещеретний
- Юрій Дубровін

## Факти про фільм
- Під час початку роботи над сценарієм, монастирські будівля,  подвір’я та побут були лише в уяві автора. При цьому О. Жовна мав на увазі Лебединський монастир, якого раніше ніколи не бачив, але планував знімати картину тільки там. Проте коли він із знімальною групою прибув до монастиря, наявна обстановка повністю співпала з уявною[2].

- Фільм брав участь у польських кінофестивалях та демонструвався на краківському телебаченні, проте, за словами О. Жовни, майже невідомий українському глядачу[3][4].